# Saldern
von Saldern er en patricierslægt fra Hertugdømmerne, hvoraf en uddød gren blev adlet.
Slægten kan føres tilbage til Hans von Saldern (1521-1597 i Neumünster), som kom til byen i 1550. Hans søn hed også Hans von Saldern (død i Neumünster 1627) og var borgmester, tolder og kornskriver, og omtales første gang i byens historie i 1614.
Hans søn, Caspar von Saldern, var født i Neumünster, men hans data savnes. Han blev 10. marts 1640 udnævnt til sognefoged i Neumünster og er første gang nævnt i byens historie 1633. Han nævnes sidste gang 13. februar 1668. Hans søn hed ligeledes Caspar von Saldern (20. maj 1641 i Neumünster – 9. juni 1722 i Aabenraa) og var gift to gange. Han kom som ung til Aabenraa og blev 27. april 1666 udnævnt til amtsskriver efter sin svigerfar, i 1680 blev han tillige toldforvalter og 1695 borgmester. I 1706 førte han titlerne amtsskriver, borgmester, kornskriver og toldforvalter. Indtil 1692 havde han indtægter fra Slotsmøllen.
Med Catharina Margaretha Stahl (1649-1676), som han ægtede 10. juni 1667, fik han: Præst i Starup og Grarup Sebatian von Saldern (1671-1748), Catharina Benedicta von Saldern (1672-1746), sognefoged i Terp Caspar von Saldern (1673-1749) og Catharina von Saldern (1676-1702). Med Hedevig Elenora Jürgensen (død 1712) fik han børnene: Christian Albrecht von Saldern (død 1742), Catharina Margaretha von Saldern (1681-?), Georg Jürgen von Saldern (1683-1705), Sophia von Saldern (1684-1748, gift med Heinrich von Günderoth 1674-1750) og Friedrich von Saldern (1685-1722). Sophia og Heinrich von Günderoth var barnløse, men meget velhavende og oprettede Günderoths Stiftelse i Aabenraa.
Sidstnævnte Friedrich von Saldern blev amtsforvalter i Aabenraa, men flygtede i 1720 med amtsarkivet til Hamborg og derfra senere til Sverige. I 1721 blev han amtsforvalter i Neumünster. Han ægtede 1710 Anna Maria Kamphøwener (1691-1775). De var forældre til slægtens mest kendte medlem, hvid og blå ridder Caspar von Saldern (1710-1786) til Schierensee, som blev adlet og ophøjet til dansk titulær lensgreve. Hans eneste søn, amtmand og lensgreve Carl Hinrich von Saldern-Günderoth (1739-1788) døde uden mandlige arvinger, hvorved adelsslægten uddøde. Hans eneste datter, Anna Maria von Saldern, døde i 1773.
Friedrich von Saldern havde desuden sønnerne Berendt Caspar, Friedrich, Carl Friedrich og Christian Albrecht (død 1742) samt døtrene Hedevig Eleonora og Anna Catharina von Saldern. Carl Friedrich von Saldern (1719-1770) blev dansk generalmajor.
Den nævnte sognepræst i Starup-Grarup, Sebastian von Saldern (1671-1748) var gift og Eleonora Lohmann (1682-1767) og far til Frederich von Saldern (1707-1775).
Et familiegravsted findes i Bordesholm Klosterkirke.